# Baldaquino de Tost
El Baldaquino de Tost es un baldaquín realizado por el taller de la Seo de Urgel pintado hacia 1220, que actualmente forma parte de la colección permanente del Museo Nacional de Arte de Cataluña. Ingresó en el museo con el número de registro 003905-000, como una adquisición de la  colección Plandiura, el año 1932.
Del baldaquín se conserva también, en el MEV, la crestería y la viga delantera. Procede de la iglesia de Sant Martí de Tost de la comarca catalana del Alto Urgel. La tabla del baldaquín de Tost, que cubría el altar para darle más relevancia, corresponde al tipo de mueble litúrgico que iba fijado con unas vigas en la pared absidal. Otro tipo de baldaquín románico es el que tiene forma de templete, que podía ser también de madera, como el de baldaquín de Toses, o bien de piedra, como el que había en el monasterio de Ripoll y del que se conservan las bases bellamente esculpidas.

## Descripción de la obra
La imagen central es un Cristo en Majestad, rodeado como es habitual en estas pinturas de una mandorla alrededor de la cual se encuentra el tetramorfo o representación de los cuatro evangelistas canónicos. Jesús lleva un libro en la mano donde se puede leer "Ego sum lux mundi" ('Yo soy la luz del mundo'), una fórmula también prototípica de esta iconografía románica. Los rasgos del rostro presentan ya características que anticipan el gótico, un poco menos planos que la cara románica estándar. La policromía del conjunto se ha conservado bastante bien, con tonos vivos rojos, verdes y azules.
La tabla de Tost tiene una representación del Señor en majestad, con nimbo crucífero y entronizado en la mandorla, que, en la época, debió ser dorada, con el libro en la mano izquierda con una cita bíblica, EGO SVM LVX MVNDO, que lo proclama como la
luz del mundo. Con la derecha, hace el signo de bendición. En su entorno, están los cuatro símbolos de los evangelistas o tetramorfo, cada uno de los cuales lleva, en lugar del libro del Evangelio de ejemplos más primitivos, un rótulo o filacteria con su nombre.
En el águila de Juan y el toro de Lucas se puede observar, en especial, la subordinación de la figura a su marco, es decir, en el espacio que se dispone, aunque esto represente una distorsión extraña o antinaturalista de las formas. Aquí, la manera de resolver la configuración de estos dos símbolos es especialmente remarcable. El estilo pictórico, por otra parte, evidencia algunos rasgos figurativos de carácter más naturalista, como la figura y el rostro del ángel de Mateo, más próximo al nuevo espíritu del gótico.
Esta confluencia de recursos propios de dos lenguajes pictóricos evidencia las influencias y tensiones artísticas de una época de cambio. En cuanto a los colores, la restauración reciente ha permitido recuperar el azul y el rojo originales.